# 양자 중력 연구원 목록
이하는 위키피디아에 기사가 있는 양자 중력 연구원의 목록이다.
- 얀 암비요른 : 양자 중력에 대한 인과적 동적 삼각측량 접근 방식을 개발하는 데 도움을 준 동적 삼각측량 전문가.
- 아우구스토 사노티 : 섭동적 양자 중력이 두 개의 루프에서 발산한다는 것을 입증하고 끈 이론 (가장 주목할 만한 것은 유형 I 끈 이론을 유형 IIB 끈 이론에 연결하는 오리엔티폴드의 발견)에 많은 중요한 공헌을 한 물리학자이다.
- 지오반니 아멜리노-카멜리아 : 이중 특수 상대성 이론을 발전시키고 양자-중력 현상학을 창시한 물리학자.
- 압하이 아쉬테카르 : 루프 양자 중력의 창시자 중 하나인 아쉬테카르 변수의 발명가.
- 존 바에즈 : 루프 양자 중력(원래 휠러가 도입한 용어)에서 스핀 폼의 개념을 도입한 수리 물리학자.
- 줄리안 바부르 : 철학자로 《The End of Time, Absolute or Relative Motion?: The Discovery of Dynamics》의 저자.
- 존 W. 배럿 : 양자 중력의 Barrett-Crane 모델을 개발하는 데 도움을 준 수리 물리학자.
- 마틴 보조발트 : 루프 양자 중력을 우주론에 응용한 물리학자.
- 스티브 칼립 : 3차원 양자 중력 전문가.
- 루이 크레인 : 양자 중력의 Barrett-Crane 모델을 개발하는 데 도움을 준 수학자.
- 브라이스 디윗 : 존 아치볼드 휠러와 함께 우주의 파동 함수에 대한 휠러-디윗 방정식을 공식화했다.
- 비안카 디트리히 : 루프 양자 중력 및 스핀 폼 모델에 기여한 것으로 알려진 수리 물리학자이며 현재 스핀 폼의 거친 입자를 연구하고 있다.
- 페이 다우커 : 인과 관계 집합과 양자역학의 해석을 연구하는 물리학자.
- 데이비드 핀켈스타인 : 양자 상대성 이론과 QR의 논리적 토대에 많은 기여를 한 물리학자.
- 로돌포 감비니 : 루프 양자 중력 도입을 도운 물리학자; 《루프, 매듭, 게이지 이론 및 양자 중력》의 공동 저자.
- 게리 기번스 : 블랙홀에 관한 중요한 연구를 수행한 물리학자.
- 브라이언 그린 : 세계 최고의 끈 이론가 중 한 명으로 여겨지는 물리학자.
- 제임스 하틀 : 우주를 위한 Hartle-Hawking 파동함수 개발을 도운 물리학자.
- 스티븐 호킹: 최고의 물리학자, 블랙홀 전문가, 우주의 하틀-호킹 파동함수 개발을 도운 호킹 복사 발견자.
- 미하우 헬러 : 수리물리학자, 철학자, 비가환기하학을 연구하는 신학자.
- 로렌트 프리델 : 루프 양자 중력 및 스핀 폼 모델, 특히 Freidel-Krasnov 모델에 기여한 것으로 알려진 수학 물리학자.
- 크리스토퍼 이샴 : 양자 중력의 개념적 문제에 초점을 맞춘 물리학자.
- 테드 제이콥슨 : 루프 양자 중력 개발을 도운 물리학자.
- 미치오 카쿠 : 최고의 끈 이론가이자 대중 과학으로도 알려진 물리학자.
- 르네이트 롤 : 루프 양자 중력에 대해 연구했으며 최근에는 양자 중력에 대한 인과적 역학 삼각 측량 접근 방식을 개발하는 데 도움을 준 물리학자이다.
- 루보시 모틀 : 끈 이론을 연구한 물리학자.
- 포티니 마르코포울로-칼마라 : 인과관계를 고려한 루프 양자 중력 및 스핀 네트워크 모델을 연구하는 물리학자.
- 레오나르도 모데스토(Leonardo Modesto): 양자 장 이론 프레임워크에서   단일하고 유한한 양자 중력 이론인 비국소적 양자 중력을 연구하는 물리학자.
- 로저 펜로즈 : 스핀 네트워크와 트위스터 이론을 창안한 수리 물리학자.
- 조지 풀린 : 루프 양자 중력 개발에 도움을 준 물리학자, 《Loops, Knots, Gauge Theories 및 Quantum Gravity》 의 공동 저자.
- 카를로 로벨리 : 루프 양자 중력의 창시자이자 주요 기여자 중 한 명.
- 리 스몰린 : 루프 양자 중력의 창시자이자 주요 기여자 중 한 명.
- 라파엘 소르킨 : 물리학자, 양자 중력에 대한 인과 집합 접근법의 주요 지지자.
- 앤드류 스트로밍거 : 끈 이론을 연구하는 물리학자.
- 레너드 서스킨드 : 끈 이론의 세 아버지 중 한 명으로 여겨지는 물리학자.
- 프랭크 J. 티플러 : 유대교-기독교적 신에 대한 자신의 생각에 양자 중력을 통합한 수리 물리학자.
- 빌 언루(Bill Unruh) : 준고전 중력 연구에 종사하고 소위 언루 효과(Unruh effect)의 발견에 책임이 있는 물리학자.
- 캄란 바파 : 물리학자이자 Vafa-Witten 정리 및 Gopakumar-Vafa 추측으로 알려진 F-이론의 개발자.
- 로버트 월드 : 휘어진 시공간의 양자장론 분야의 물리학자.
- 안종 왕 : 물리학자, Horava-Lifshitz 중력; 끈 이론과 우주론에의 응용의 주요 기여자.
- 폴 S. 웨슨(Paul S. Wesson) : "시공간 컨소시엄"의 창시자와 칼루자-클라인 이론에 관한 연구로 알려진 물리학자, 우주론자, 작가.
- 존 아치볼드 휠러 : 브라이스 드윗와 함께 휠러-드윗 방정식을 개발한 양자 중력 분야의 물리학자.
- 에드워드 위튼 : 끈 이론과 M 이론의 수리 물리학자

## 같이 보기
- 루프 양자 중력 연구원 목록
- 끈 이론가 목록
- 일반 상대성 이론의 기여자 목록